# Краят на една ваканция
„Краят на една ваканция“ е български игрален филм (драма, детски) от 1965 година на режисьора Людмил Кирков, по сценарий на Емил Манов. Оператор е Емануил Пангелов. Музиката във филма е композирана от Симеон Пиронков.

## Актьорски състав
| В ролите                    | Изпълнител                      |
| --------------------------- | ------------------------------- |
| Калин                       | Саша Карамилцев (дете)          |
| Гунди                       | Евгени Стателов (дете)          |
| Сами                        | Мажет Закут (дете)              |
| гимназистът                 | Стоян Пеев (дете)               |
| Светла                      | Валя Първанова (дете)           |
| Петър, огняр, баща на Калин | Цвятко Николов                  |
| машинистът                  | Христо Грозданов                |
| Кольо                       | Никола Ковачев                  |
| В епизодите                 |                                 |
| началник жандармерия        | Хиндо Касимов (като Х. Касимов) |
|                             | Л. Шопова                       |
|                             | М. Кирова                       |
|                             | Ю. Тошев                        |
|                             | Н. Димитров                     |
|                             | Ст. Христов                     |
| продавачът на шапки         | Васил Попов (не е в титрите)    |